# Wiatrołap
Wiatrołap, przedsionek – małe pomieszczenie między wejściem do domu, a jego wnętrzem. Zadaniem wiatrołapu jest przede wszystkim spowolnienie wymiany ciepła między wnętrzem domu, a jego otoczeniem podczas otwierania drzwi zewnętrznych.

## Budowle sakralne
W kościołach funkcję przedsionka pełni kruchta; w bazylikach wczesnochrześcijańskich był to narteks.  